# Bahnhof Tantow

Der Bahnhof Tantow ist ein Durchgangsbahnhof in der Gemeinde Tantow im Landkreis Uckermark. Er ist Grenzbahnhof an der Grenze zu Polen.

## Lage
Der Bahnhof Tantow befindet sich am Streckenkilometer 111,0 der Bahnstrecke Berlin–Szczecin (Stettiner Bahn) in unmittelbarer Nähe des Ortskerns von Tantow im Landkreis Uckermark im äußersten Nordosten Brandenburgs. Der Bahnhof Petershagen (Uckermark) liegt rund acht Kilometer südwestlich; der in Polen gelegene Bahnhof Szczecin Gumieńce (Scheune) befindet sich etwa 19 Kilometer nordöstlich. Der Bahnhof grenzt an die Lindenstraße und die Bahnhofstraße und liegt im Bereich des Verkehrsverbundes Berlin-Brandenburg (VBB).

## Geschichte
Am 15. August 1843 ging die Strecke von Angermünde nach Stettin in Verlängerung der einige Monate vorher eröffneten Strecke aus Berlin in Betrieb. Auf der 64 Kilometer langen Strecke gab es zunächst nur zwei Zwischenstationen, in Passow und in Tantow. Der Bahnhof Tantow war damit der erste Bahnhof im heute zu Deutschland gehörenden Teil von Pommern.
Die Station hatte lange Zeit nur lokale Bedeutung. Durch den Bahnhof wuchs die Bedeutung des Ortes und im Umfeld der Station entstanden Wohnbauten für die Eisenbahner und die entsprechenden Versorgungseinrichtungen. 1911 ging eine Zweigstrecke von Tantow nach Gartz in Betrieb. In diesem Zusammenhang wurden die Bahnanlagen erweitert, im südlichen Bahnhofsteil wurden ein Wasserturm gebaut.
Am 31. Dezember 1943 ereignete sich ein schwerer Unfall im Bahnhof. Ein Schnellzug für Fronturlauber in Richtung Berlin fuhr mit voller Geschwindigkeit auf zwei haltende Güterzuglokomotiven auf. 38 Menschen kamen dabei ums Leben.
1945 wurde die Strecke nach Gartz als Reparationsleistung abgebaut; ebenfalls wurde etwa ein Viertel der Gleisanlagen im Bahnhof Tantow demontiert. Mit der im Potsdamer Abkommen festgelegten neuen deutschen Ostgrenze kam Stettin zu Polen. Tantow wurde zum Grenzbahnhof. Gemeinsam mit der Stadt Gartz (Oder) kam Tantow im Unterschied zu den anderen Teilen Vorpommerns zum Land Brandenburg und nach der Verwaltungsreform 1952 zum Bezirk Frankfurt (Oder). Der Grenzübergang wurde lange Zeit nur für den Güterverkehr genutzt. Erst seit Anfang der 1970er Jahre verkehrten wieder Schnellzüge über die Grenze. Nachdem sich 1980 die Reisebedingungen zwischen der DDR und Polen wieder verschlechtert hatten, verblieb nur noch eins von vorher zwei Schnellzugpaaren über die Grenze. Erst nach 1990 wurde der grenzüberschreitende Personenverkehr mit Nahverkehrszügen wieder aufgenommen. Dabei wurde das Angebot zwischen Angermünde und Tantow verdichtet. Zu DDR-Zeiten beschränkte sich das Personenzugangebot zwischen Angermünde und Tantow in der Regel auf vier Zugpaare am Tag. Bis 1980 verkehrten zwei Zugpaare über Tantow hinaus weiter bis zum Haltepunkt Rosow kurz vor der Staatsgrenze.
2007 wurde der Bahnhof umgebaut und in das Elektronische Stellwerk Angermünde der Betriebszentrale Berlin integriert. Dabei wurden die Bahnsteige vor dem Bahnhofsgebäude beseitigt und weiter nördlich zwei neue Außenbahnsteige gebaut, die über den Bahnübergang zu erreichen sind.
Fernverkehrszüge hielten im Bahnhof Tantow bis Dezember 2010; dann wurde die IC-Verbindung von Szczecin Główny nach Schiphol Airport eingestellt. Von Montag bis Samstag verkehrte ein Zugpaar täglich auf dieser Relation. Ein danach noch bis Juni 2012 auf der Strecke verkehrender Eurocity-Zug hielt nicht mehr im Bahnhof Tantow. Seit 2012 gibt es auf der Strecke keine Fernverkehrszüge mehr.
Bis 2026 wird der Abschnitt zwischen Passow und der Grenze zu Polen zweigleisig ausgebaut und mit Oberleitungen elektrifiziert.

## Anlagen

### Bahnhofsgebäude

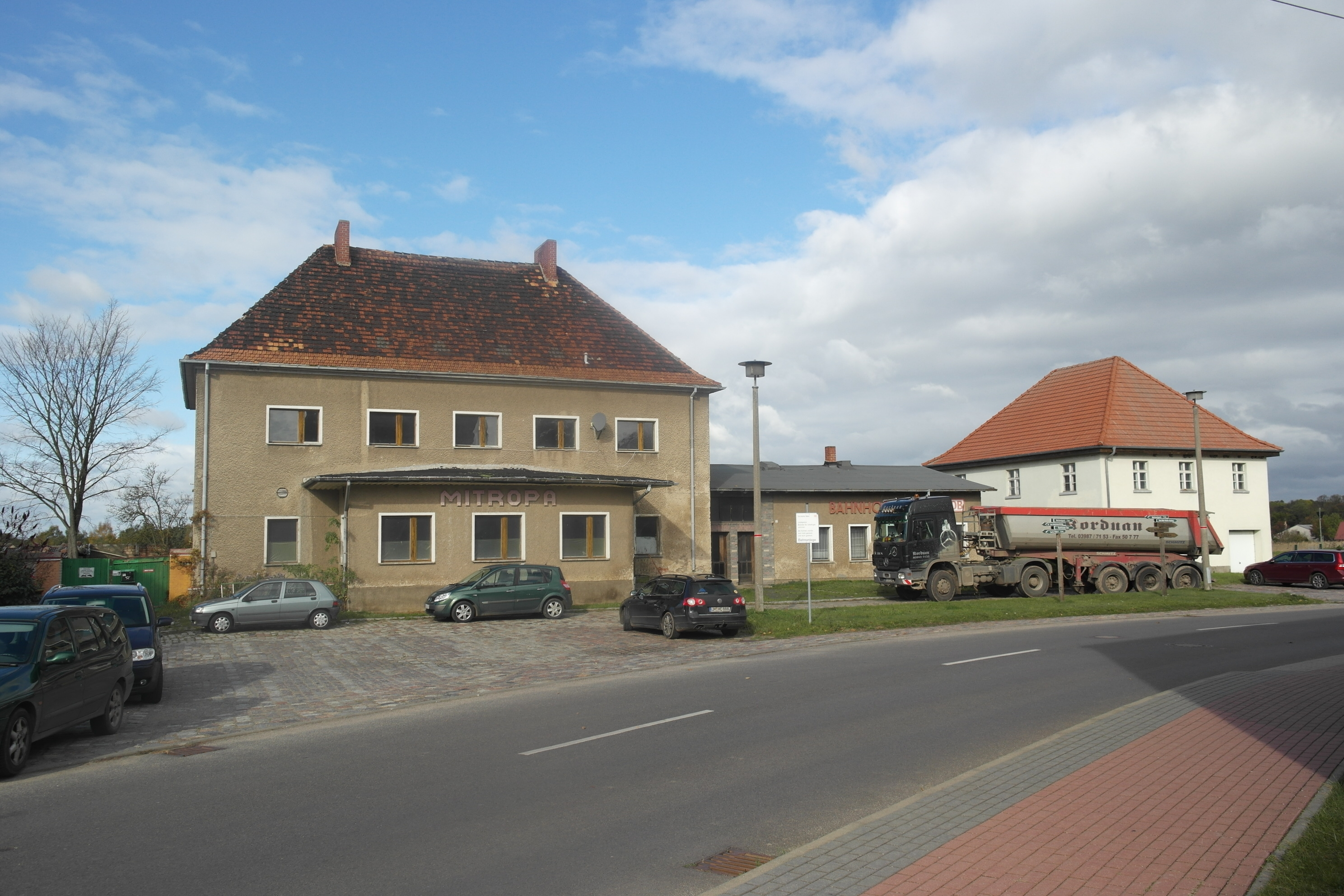
Bahnhofsgebäude (links) und früheres Zollgebäude (rechts) vor dem Abriss, Oktober 2013

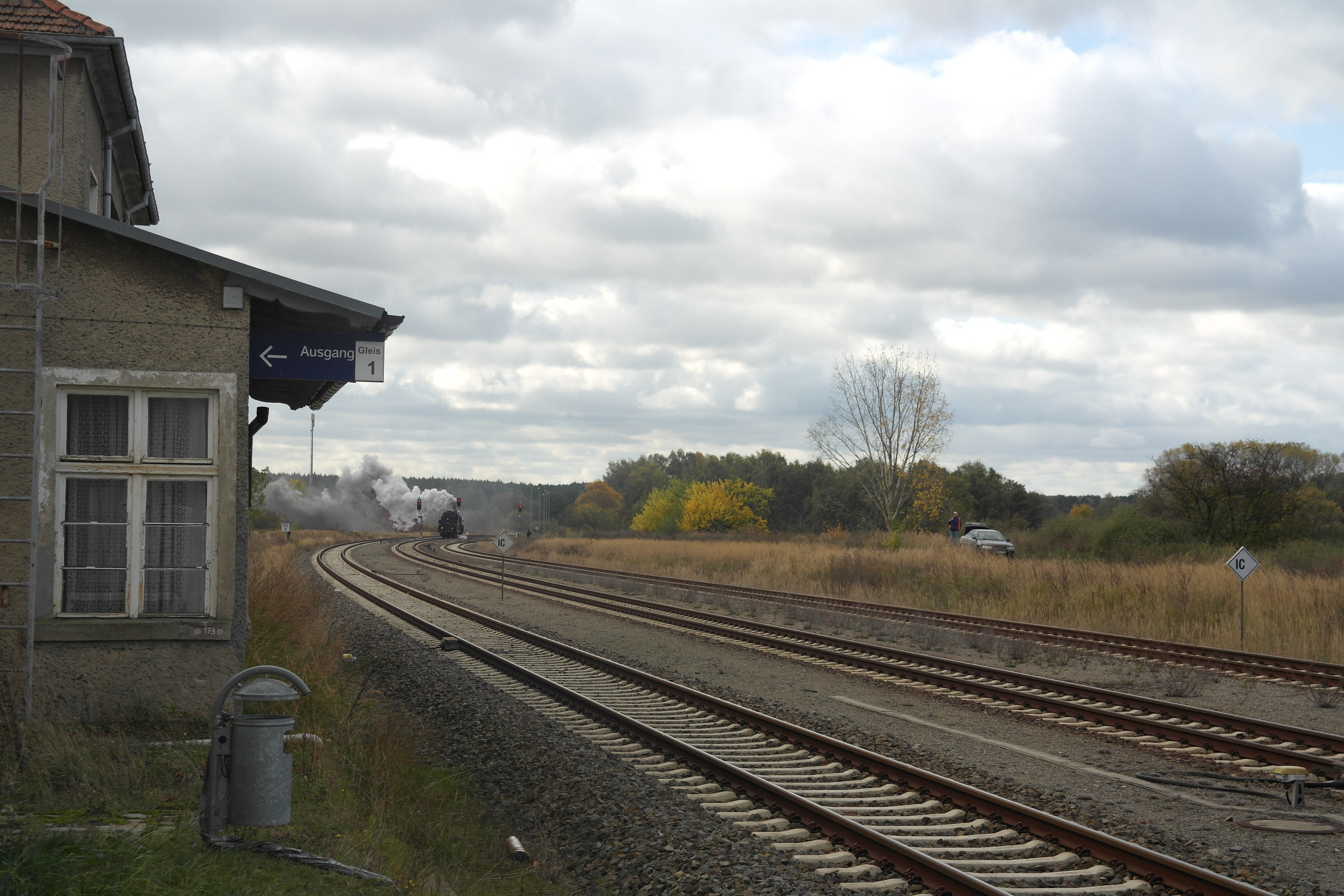
Früherer Bahnsteigbereich und Empfangsgebäude, Oktober 2013

Das ehemalige Bahnhofsgebäude auf der Südostseite der Gleisanlagen stammte aus der Eröffnungszeit des Bahnhofs um 1843. Es wurde mehrfach umgebaut, so dass die ursprüngliche Gestalt kaum noch erkennbar war. Seit 1945 bis kurz nach der Wiedervereinigung waren Wohnungen für Eisenbahner im Bahnhofsgebäude untergebracht, außerdem eine Fahrkartenverkaufsstelle und eine Bahnhofsgaststätte. Ein um 1950 errichtetes Nebengebäude beherbergte den Grenzschutz und den Zoll.
Seit Mitte bis Ende der 1990er-Jahre stand das Bahnhofsgebäude leer und geriet in einen immer schlechteren Zustand. Die Fläche des Gebäudes betrug rund 185 m². Die Deutsche Bahn bot es über mehrere Jahre zum Kauf bzw. zum Ersteigern an, zuletzt im Juni 2015. Die Gemeinde Tantow lehnte 2003 und 2014 einen Ankauf ab. Der Direktor des Amtes Gartz (Oder) setzte sich in der Vergangenheit häufig für eine sinnvolle Nachnutzung des Gebäudes ein. So unterstützte er Überlegungen, ein InterRail-Zentrum nach norwegischem Vorbild zu eröffnen.
Nachdem keine tragbaren, umsetzbaren Konzepte verwirklicht werden konnten, wurde im April 2017 angefangen, das Empfangsgebäude zu entkernen und abzureißen.

### Vorplatz

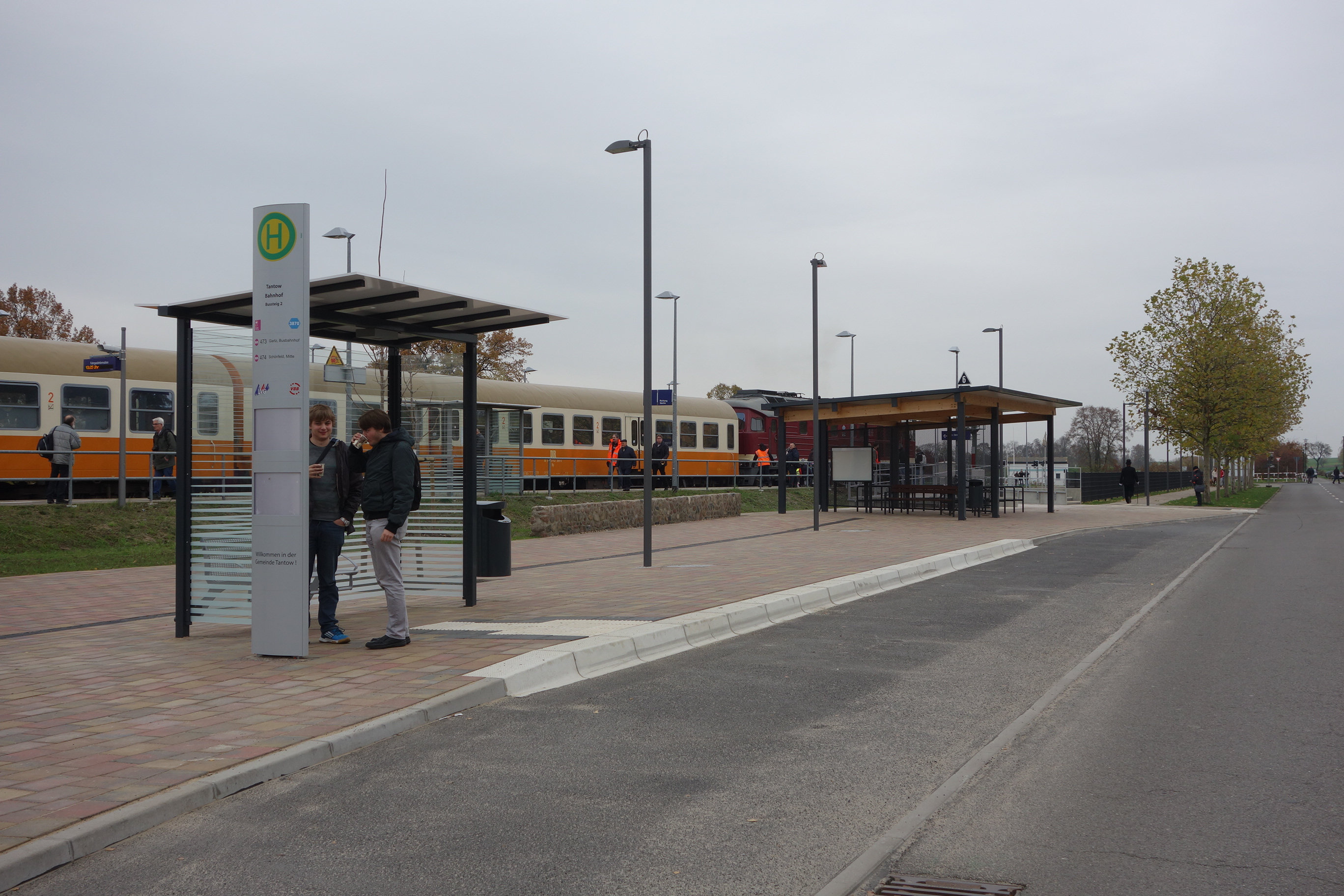
Neugestalteter Vorplatz, 2019

Am 21. März 2019 begannen die Baumaßnahmen zur Neugestaltung des Bahnhofsvorplatzes. Hierbei entstanden zwei neue Bushaltestellen mit überdachtem Wartebereich, 35 Pkw- und 24 Fahrrad-Stellplätze sowie ein neu gestalteter Bahnsteigzugang. Der Abschluss der wurde am 13. November 2019 gefeiert. Rund eine Million Euro wurden seitens des Landes Brandenburg, des Landkreises Uckermark und der Gemeinde Tantow in die Arbeiten investiert.

### Gleise und Bahnsteige

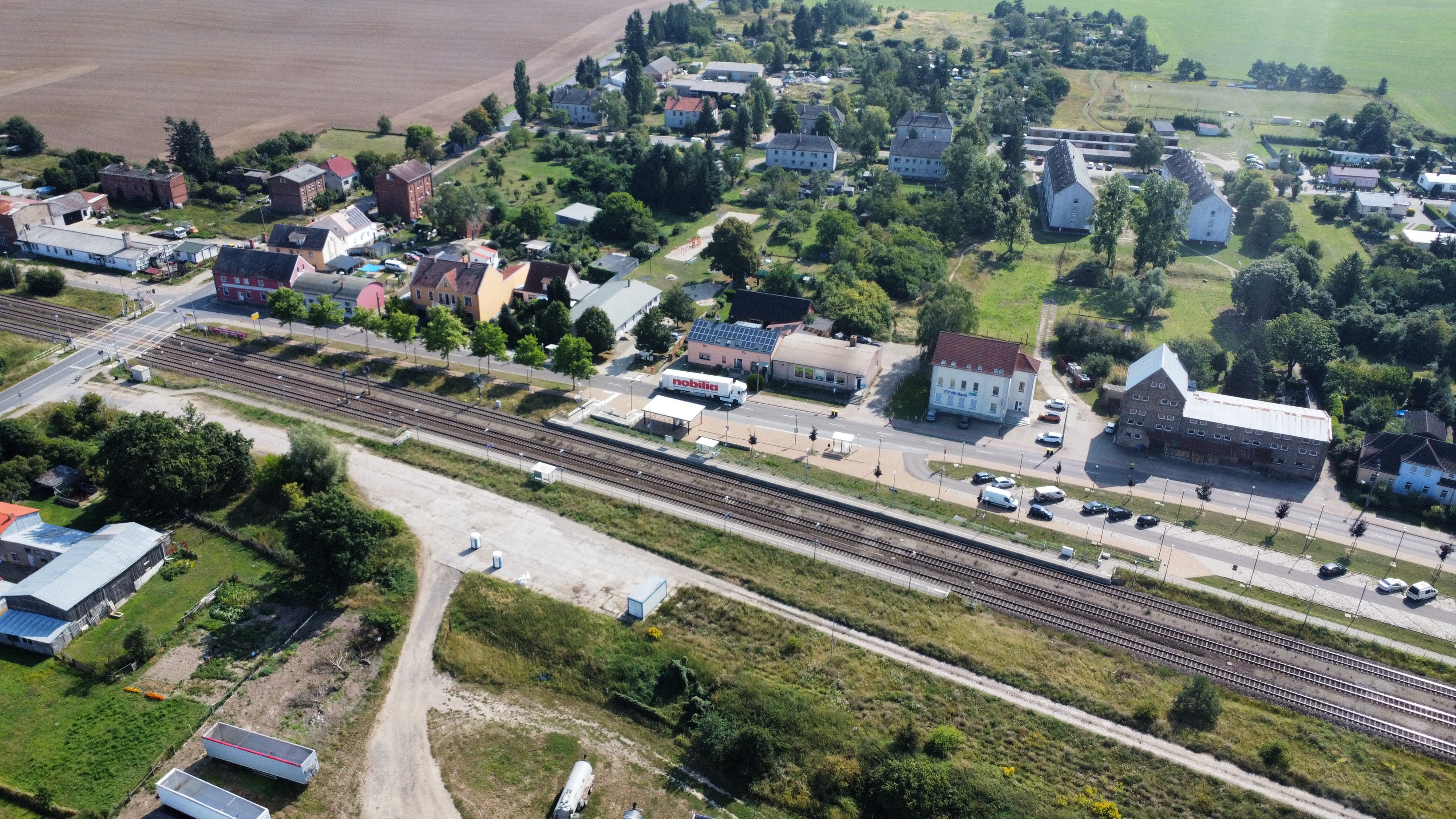
Luftbild (2024)

Der Bahnhof besitzt insgesamt drei Gleise. An den beiden äußeren befindet sich jeweils ein Außenbahnsteig, das Gleis in der Mitte dient als Durchfahrtsgleis. Der Bahnhofsbereich ist rund einen Kilometer lang, die sich anschließende freie Strecke ist jeweils eingleisig. Die Bahnsteige sind barrierefrei zugänglich, die Zuwegung erfolgt ebenerdig vom Bahnhofsvorplatz bzw. dem ungefähr 100 m nördlich gelegenen Bahnübergang Lindenallee.

## Verkehr
Der Bahnhof Tantow wurde bis April 2023 von Nahverkehrszügen der Regionalbahnlinie RB 66 von Angermünde nach Szczecin Główny bedient. Auch verkehrten Zugpaare als Regionalexpress weiter von und nach Berlin Gesundbrunnen und wurden als RE 66 bezeichnet.
Aufgrund der Sanierung der Strecke zwischen Angermünde und Passow und des zweigleisigen Ausbaus und Elektrifizierung des Abschnitts von Passow bis zur Deutsch-Polnischen-Grenze ist der Bahnhof bis 2026 nur über einen Schienenersatzverkehr per Bus erreichbar.
Mit der Elektrifizierung der Strecke wird ab 2026 eine umsteigefreie Direktverbindung mit schnelleren Regionalexpresszügen entstehen. Diese verkehren dann als RE 9 zwischen dem Flughafen BER und Berliner Hauptbahnhof nach Stettin und saisonal weiter nach Międzyzdroje (deutsch: Misdroy) und Świnoujście (deutsch: Swinemünde). Die RB 66 zwischen Angermünde und Stettin wird als Verstärker erhalten bleiben.
| Linie                    | Linienverlauf |
| ------------------------ | --- |
| SEV RB 66                | Szczecin Gł. – Szczecin Gumieńce – Warzymice – Neurochlitz – Tantow – Petershagen – Casekow – Schönow – Passow, Mitte – Passow, Bahnhof – Angermünde |
| Stand: 10. Dezember 2023 | |